# Localització de videojocs
La localització de videojocs o globalització de videojocs es refereix a la preparació de videojocs per a altres configuracions regionals. Aquesta adaptació a les normes d'altres països va molt més enllà de simplement la traducció de l'idioma. Existeixen diferents sectors, com el lingüístic, cultural, maquinari i programari, diferències jurídiques, identitat gràfica i música. La globalització es refereix a les variacions oriental/occidental, mentre que localització es refereix a diverses subdivisions regionals dins de la globalització.

## Tipus de text i formats d'arxiu
Dins d'aquests productes hi ha diferents tipus de text, cadascun dels quals té les seves pròpies característiques i el seu propi propòsit. Atès que es tracta d'un producte multimèdia, les dificultats que els traductors han de superar també són de caràcter multimèdia. En el mateix projecte s'han d'enfrontar a una varietat de problemes com la reproducció de la qualitat oral del diàleg per escrit, la sincronia de llavis per al doblatge, restriccions d'espai i temps per a la subtitulació, el nombre de caràcters per subtítol, la interfície d'usuari, etc. Les següents seccions són un intent de classificar els diversos tipus de text que acompanyen un videojoc estàndard per a PC:

### Manual
(Per escrit. Pot ser un format Adobe PageMaker o Microsoft Word) Encara que sempre conté una mica d'escriptura creativa, parcialment promocional parcialment literària, la major part del manual normalment s'ompliria amb textos didàctics quan s'explica als jugadors les instruccions que han de seguir per a gaudir del joc per complet. Els manuals també presentarien textos tècnics amb les especificacions apropiades de maquinari i programari perquè es pugui executar l'aplicació de joc. A més, els jugadors sempre trobaran textos corporatius i jurídics, informant als usuaris sobre els seus drets i les responsabilitats que comporta l'adquisició d'un programari d'entreteniment.

### Embalatge
(Per escrit. Format Pagemaker o Word) Igual que els manuals, les caixes i embalatges de jocs presenten una barreja de tipus textuals, amb la diferència que l'espai està limitat no només per la seva grandària sinó també per les imatges del joc, els logotips de les empreses involucrades i les normes legals requerides. Barreja un text promocional atractiu, al costat de la concisa informació tècnica i els avisos legals.

### Arxiu «readme»
(Per escrit.) Un petit arxiu README amb format .txt és probablement l'última etapa del procés de desenvolupament. Es fa servir per informar als usuaris sobre tots els ajustos d'última hora i sobre com assegurar que el producte s'executarà a la perfecció, a més de corregir errors i errades en el material imprès, com el manual i l'embalatge. És majoritàriament text tècnic.